# Давид ди Донателло 1997
42-я церемония вручения наград премии «Давид ди Донателло» состоялась 20 апреля 1997 года в Театро Делля Витторио.

## Победители и номинанты

### Лучший фильм
- Перемирие, режиссёр Франческо Рози
- Ураган, режиссёр Леонардо Пьераччони
- Марианна Укрия, режиссёр Роберто Фаэнца
- Моё поколение, режиссёр Вилма Лабате
- Нирвана, режиссёр Габриэле Сальваторес

### Лучшая режиссура
- Франческо Рози — Перемирие
- Роберто Фаэнца — Марианна Укрия
- Вилма Лабате — Моё поколение
- Габриэле Сальваторес — Нирвана
- Маурицио Дзаккаро — Ягдташ

### Лучший дебют в режиссуре
- Фулвио Оттавиано — Cresceranno i carciofi a Mimongo
- Франко Бернини — Сильные руки
- Уго Кити — Римский отель
- Роберто Чимпанелли — Холодная холодная зима
- Анна Ди Франциска — Гадкий опыт

### Лучший сценарий
- Фабио Карпи — В иностранном государстве
- Марко Бекис, Умберто Кантарелло, Lara Fremder, Гиги Рива и Маурицио Дзаккаро — Ягдташ
- Пино Какуччи, Глория Корица и Габриэле Сальваторес — Нирвана
- Сандро Петралья, Франческо Рози и Стефано Рулли — Перемирие
- Леонардо Пьераччони и Джованни Веронези — Ураган

### Лучший продюсер
- Лео Пескароло и Гуидо Де Лаурентиис — Перемирие
- Витторио Чекки Гори, Рита Чекки Гори и Маурицио Тотти — Нирвана
- Джованни Ди Клементе — Ягдташ
- Лаурентина Гидотти и Франческо Раньери Мартинотти — Cresceranno i carciofi a Mimongo
- Пьетро Вальсекки — Свидетель

### Лучшая женская роль
- Азия Ардженто — Попутчица
- Маргерита Буй — Свидетель
- Яя Форте — Обратная сторона Луны
- Клаудия Джерини — Я без ума от Айрис
- Моника Джерриторе — Волчица

### Лучшая мужская роль
- Фабрицио Бентивольо — Свидетель
- Клаудио Амендола — Моё поколение
- Леонардо Пьераччони — Ураган
- Серджо Рубини — Нирвана
- Карло Вердоне — Я без ума от Айрис

### Лучшая женская роль второго плана
- Барбара Энрики — Ураган
- Эди Анжелилло — Гадкий опыт
- Андреа Ферреоль — Я без ума от Айрис
- Ева Греко — Марианна Укрия
- Лоренца Индовина — Перемирие

### Лучшая мужская роль второго плана
- Лео Гульотта — Ягдташ
- Диего Абатантуоно — Нирвана
- Антонио Альбанезе — Vesna va veloce
- Клаудио Амендола — Свидетель
- Массимо Чеккерини — Ураган

### Лучшая операторская работа
- Тонино Делли Колли — Марианна Укрия
- Паскуалино Де Сантис и Марко Понтекорво — Перемирие
- Бласко Джурато — Ягдташ
- Джузеппе Ланчи — Принц Гомбургский
- Итало Петриччоне — Нирвана

### Лучшая музыка
- Паоло Конте — Как игрушки спасли Рождество
- Луис Энрикес Бакалов — Перемирие
- Карло Кривелли — Принц Гомбургский
- Федерико Де Робертис и Mauro Pagani — Нирвана
- Никола Пьовани — Моё поколение

### Лучшая художественная постановка
- Данило Донати — Марианна Укрия
- Джанкарло Базили — Нирвана
- Джантито Буркьелларо — Принц Гомбургский
- Андреа Кризанти — Перемирие
- Джанни Сбарра — Избирательное сродство

### Лучший костюм
- Данило Донати — Марианна Укрия
- Патриция Керикони и Флоренс Эмир — Нирвана
- Лина Нерли Тавиани — Избирательное сродство
- Франческа Сартори — Принц Гомбургский
- Альберто Версо — Перемирие

### Лучший монтаж
- Руджеро Мастроянни и Бруно Сарандреа — Перемирие
- Франческа Кальвелли — Принц Гомбургский
- Массимо Фиоччи — Нирвана
- Мирко Гарроне — Ураган
- Роберто Перпиньяни — Марианна Укрия

### Лучший звук
- Туллио Морганти — Нирвана
- Маурицио Аржентьери — Принц Гомбургский
- Гаэтано Карито — Холодная холодная зима
- Тициано Кротти — Пьянезе Нунцио: 14 лет в мае
- Бруно Пуппаро — Моё поколение

### Лучший короткометражный фильм
- Без слов, режиссёр Антонелло Де Лео

### Лучший иностранный фильм
- Насмешка, режиссёр Патрис Леконт

### Premio David scuola
- Ураган, режиссёр Леонардо Пьераччони

### David speciale
- Клаудия Кардинале
- Марчелло Мастроянни
- Academy Pictures
- Ураган производство Витторио Чекки Гори и Рита Чекки Гори